# Chandata graeseri
Chandata graeseri là một loài bướm đêm trong họ Noctuidae.